# Eduardo Rovira
Eduardo Oscar Rovira  (Lanús, Argentina, 30 de abril de 1925 - La Plata, Argentina, 29 de julio de 1980) fue un bandoneonista, arreglador y compositor argentino; creador de cerca de 200 tangos y alrededor de 100 obras de música de cámara. Es considerado uno de los principales exponentes del tango moderno, junto a Astor Piazzolla y Horacio Salgán. 

## Biografía
Eduardo Rovira nació en Lanús, en el seno de una familia obrera. Comenzó a tocar en las orquestas de Francisco Alessio y Vicente Florentino.
En 1939, formando parte de la agrupación de Florindo Sassone, realizó la primera gira de su vida y conoció al célebre pianista Osvaldo Manzi, con quien posteriormente se vincularía en varios proyectos. En 1940, con 15 años, comenzó a estudiar armonía con Pedro Aguilar, adquiriendo las técnicas que después volcaría en su propia música: contrapunto, dodecafonismo, formas musicales, composición e instrumentación.  Posteriormente, trabajó con Antonio Rodio y, en 1943, ingresó a la orquesta de Orlando Goñi. A lo largo de los siguientes 20 años, pasó por otras agrupaciones, como las de Miguel Caló, Osmar Maderna, Roberto Caló y Alfredo Gobbi.
En su faceta como director, en 1949, estuvo a cargo de la orquesta que acompañaba a Alberto Castillo. Más tarde, junto al requerido contrabajista Kicho Díaz y Osvaldo Manzi, Rovira formó un trío que solo duró 9 meses. En 1956, surge la formación de tango vanguardia Octeto La Plata, organizado por el bandoneonista, compositor y arreglador Omar Rufino Luppi e integrado por Reynaldo Nichele y Osvaldo Manzi. Luego del alejamiento de Omar Luppi de este conjunto, Eduardo Rovira comenzó a dirigirlo y a  escribir los arreglos. No obstante, esta formación no dejó ningún registro fonográfico. En 1957, compuso la orquestación de El engobbiao, un tango dedicado a Alfredo Gobbi, que sorprendió por su originalidad y que comenzó a mostrar elementos que después caracterizarían su creación musical. Un año después, junto a la orquesta de Osvaldo Manzi, grabó como primer bandoneón una muy particular versión de Febril, con arreglo también suyo. A partir de esa fecha, también acompañó a los cantores Alfredo del Río, José Berón y Silvia del Río.[cita requerida]
El proyecto innovador de Rovira comenzó en la década de 1960, con el impulso de un conocido promotor de la época, Eduardo Parula, que acababa de ser representante de Astor Piazzolla. Creó enseguida el Círculo de Amigos del Buen Tango e interesado por el tango moderno, recurrió a Rovira como la única contrapartida equivalente a Piazzolla, apoyándolo con gran efectividad. Rovira reunió a los músicos platenses con los que se había  relacionado en el Octeto La Plata y formó su primera agrupación, probablemente una continuación del mismo y la decantación de los arreglos que había estado ensayando con él. La llamó Eduardo Rovira y su Agrupación de Tango Moderno. Editaron su álbum debut en 1961, “Tangos en una nueva dimensión”, para un sello independiente. 
En los años 60, el tango había perdido su centralidad en la escena musical de Buenos Aires, afectado por la popularidad del rock anglosajón, la música tropical, el bolero y el folklore. Piazzolla y Rovira fueron las figuras pioneras de una vanguardia del tango en la búsqueda de nuevas formas innovadoras de expresión que pudieran atraer a un nuevo público. Es en ese contexto cuando Eduardo Rovira decide terminar con su octeto e introduce, en 1965, un trío con Fernando Romano en contrabajo y Rodolfo Alchourrón en guitarra eléctrica. En 1968, Alchourrón y Romano serían reemplazados por Néstor “Tucuta” Mendy en contrabajo y Salvador “Bocha” Drucker en guitarra.

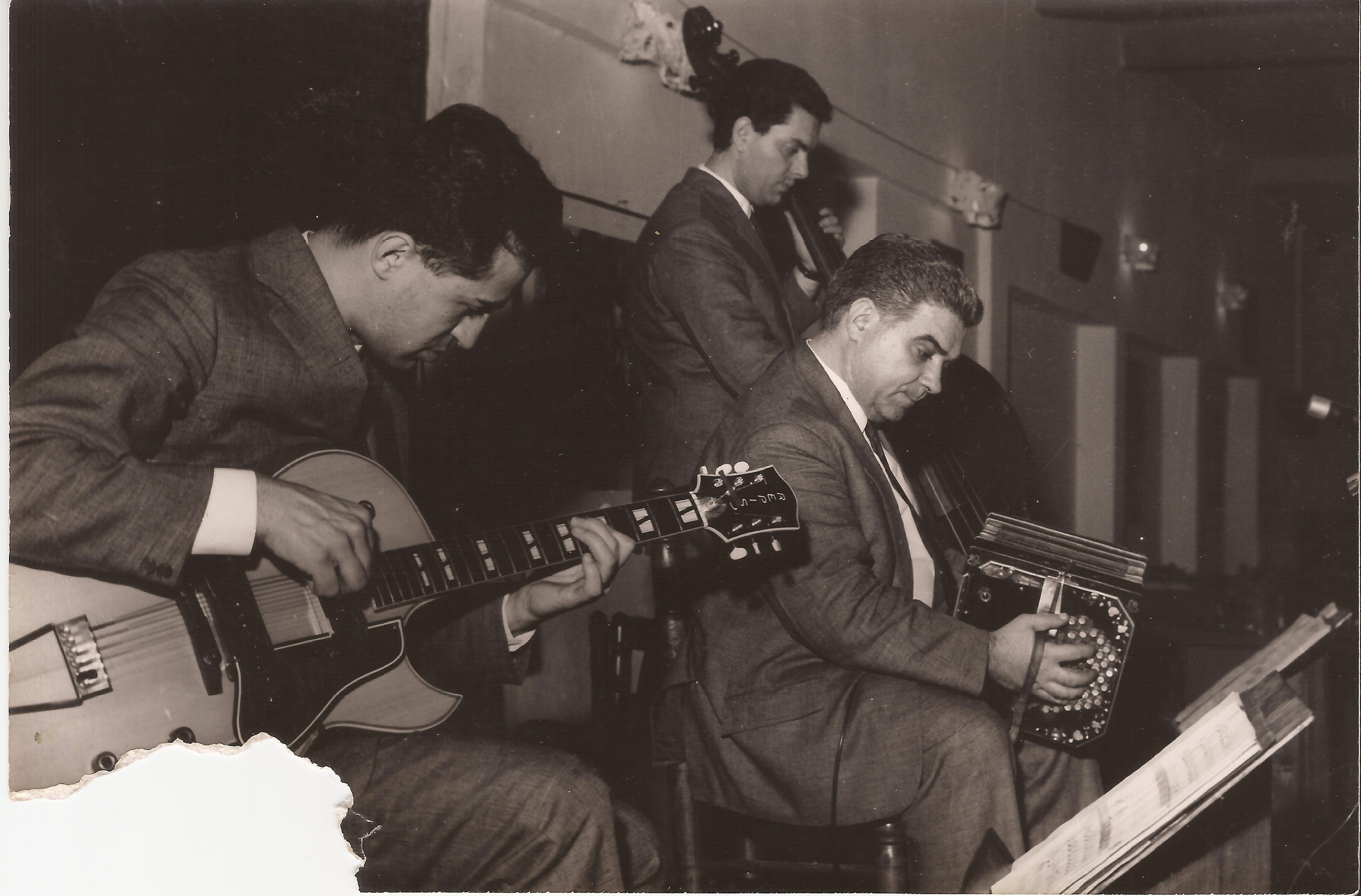

Las primeras grabaciones del trío de Rovira se producen en 1966, cuando edita el EP A Roberto Arlt y el LP Tango en la Universidad. En ese mismo año, Osvaldo Pugliese grabó su tango A Evaristo Carriego, significando una mayor difusión y recepción de su trabajo. Paralelamente, entre 1965 a 1970, se asoció con Atilio Stampone en piano, Reynaldo Nichele en violín y Fernando Romano en contrabajo. No obstante, las presentaciones de este cuarteto se circunscribieron al local nocturno Gotán.
En 1968, Rovira lanza su LP Sonico, donde experimenta por primera vez en la historia del tango con distorsión eléctrica en el sonido del bandoneón. En ese mismo año, acompañó con su trío y el oboe de Pedro Cocchiararo a la prominente cantante Susana Rinaldi. De esta sociedad quedó como registro un EP con cuatro tangos, titulado Susana Rinaldi canta al estilo de Eduardo Rovira.
En 1973, Rovira es nombrado director del Teatro Argentino de La Plata, cargo que ejerció por solo tres meses. En 1967, ya había asumido como arreglador de la banda sinfónica de la policía de esa ciudad. Este puesto le dio la estabilidad requerida para desplegar su creatividad en los últimos años de vida. [cita requerida]
En noviembre de 1975, Eduardo Rovira entró por última vez a un estudio de grabación. De allí surgió su último LP, Que lo Paren. Sin embargo, paralelamente, Rovira registró otro material que nunca fue editado. En ambas grabaciones, Eduardo Rovira homenajea a la ciudad y a las gentes de la ciudad de La Plata.[cita requerida]
El 24 de noviembre de 1979 se presentó por última vez en vivo en la ciudad bonaerense de Azul, con la novedad de que, por primera vez desde las épocas de Alfredo del Río, se incluyó una voz, la de la cantante Elda Juárez. Las letras fueron escritas por poetas como Alfredo Villata, entre otros.[cita requerida]
El 29 de julio de 1980, Eduardo Rovira sufrió un ataque cardíaco en la puerta de su casa en la calle 3 en La Plata y murió en el Hospital Gutiérrez de esa ciudad a la edad de 55 años.[cita requerida]

## Valoración de su obra: ocaso y resurgimiento
Luego del fallecimiento de Rovira, su música sufrió la indiferencia por parte de la industria musical y el público del tango. Sin embargo, desde fines de la década de 1990, comenzó una fuerte corriente de revalorización de su obra. En 1997, el sello Acqua Records reeditó en formato CD dos de sus álbumes capitales: Sónico y Que lo paren.
El quinteto Sónico, creado en Bruselas en 2015, se ha dedicado casi exclusivamente a la interpretación, grabación y difusión de sus composiciones.  En agosto de 2018, presentaron su primer álbum Eduardo Rovira: La Otra Vanguardia en el Festival Internacional de Tango en Buenos Aires. Este disco es el primero dedicado por completo a obras de Rovira desde su muerte. En 2020, Sónico lanzó su segundo álbum, Eduardo Rovira Inédito e Inconcluso, surgido tras la investigación y transcripción de manuscritos y grabaciones no comerciales.

## Discografía

### Como líder
- Tangos en una nueva dimensión - Eduardo Rovira y su agrupación de tango moderno (Record, 1961).
- Tango Buenos Aires Opus 4 - Eduardo Rovira y su agrupación de tango moderno (Microfón, 1962).
- Tango vanguardia - Eduardo Rovira y su agrupación de tango moderno (Microfón, 1963).
- A Roberto Arlt [EP]- Eduardo Rovira y su agrupación de tango moderno (La Rosa Blindada, 1966).
- Tango en la universidad - Trío Eduardo Rovira (Edul, 1966).
- Sónico - Trío Eduardo Rovira (Show Records, 1968)
- Que lo paren (Global Records,1975) - Eduardo Rovira y su agrupación de Tango moderno.

### Como acompañante
- Reynaldo Nichele y su Agrupación de Tango Moderno - Tango de etiqueta (Microfón, 1965).
- Susana Rinaldi - Canta al estilo de Eduardo Rovira [EP] (Madrigal, 1968).
- Susana Naidich - Cantares de madre (orquesta de cámara dirigida por Eduardo Rovira) (Madrigal, 1970).
- Reynaldo Nichele - El violín de mi ciudad (Global Records, 1975).